# Reidar Andersen
Reidar Andersen (* 20. April 1911 in Norderhov; † 15. Dezember 1991 in Oslo) war ein norwegischer Skispringer.

## Werdegang
Andersen, der bereits früh nach Oslo zog, um dort Skispringen zu betreiben, gewann bei den Nordischen Skiweltmeisterschaften 1930 in Oslo mit der Silbermedaille seine erste internationale Medaille. Fünf Jahre Später wurde er bei den Nordischen Skiweltmeisterschaften 1935 in Vysoké Tatry wieder Zweiter und konnte so seinen Erfolg von 1930 wiederholen. Nachdem er 1936 die Norwegischen Meisterschaften gewonnen hatte, wurde er in die Norwegische Auswahl für die Olympischen Winterspiele 1936 aufgenommen und gewann dort hinter seinem Landsmann Birger Ruud und dem Schweden Sven Selånger die Bronzemedaille. 1937 konnte er erneut die Norwegischen Meisterschaften gewinnen und stand so im Team für die Nordischen Skiweltmeisterschaften 1937 in Chamonix. Bei dem von Norwegern dominierten Springen auf der Normalschanze holte er hinter seinem Landsmann Birger Ruud und vor Sigurd Solid erneut Silber.
1938 erhielt er gemeinsam mit Johan R. Henriksen die Holmenkollen-Medaille, nachdem es ihm gelungen war, nach 1936 und 1937 auch 1938 das Springen auf dem Holmenkollbakken zu gewinnen. Er war damit der erste Springer, dem dies drei Jahre in Folge gelang.
Nach dem Zweiten Weltkrieg trat er 1946 noch einmal bei der Norwegischen Meisterschaft an und wurde 3. Im Anschluss daran beendete er im Alter von 35 Jahren seine aktive Springerkarriere.
Am 15. Dezember 1991 starb er in seiner Wahlheimat Oslo im Alter von 80 Jahren.

## Erfolge

### Weltrekorde
| #  | Schanze                    | Ort     | Land        | Weite  | aufgestellt am | Rekord bis    |
| -- | -------------------------- | ------- | ----------- | ------ | -------------- | ------------- |
| 37 | Bloudkova velikanka (K106) | Planica | Jugoslawien | 93,0 m | 14. März 1935  | 15. März 1935 |
| 39 | Bloudkova velikanka (K106) | Planica | Jugoslawien | 99,0 m | 15. März 1935  | 15. März 1935 |
| 40 | Bloudkova velikanka (K106) | Planica | Jugoslawien | 99,0 m | 15. März 1935  | 17. März 1936 |